# Eclipse lunar de 13 de março de 1998
| Eclipse Lunar Penumbral 13 de março de 1998 | Eclipse Lunar Penumbral 13 de março de 1998 |
| --- | ------------------------------------------- |
| A Lua cruza a parte norte da faixa de penumbra da Terra, de oeste para leste (da direita para a esquerda), com boa parte do disco lunar coberto pela penumbra da Terra. |                                             |
| Gamma | +1,1964                                     |
| Saros (e membro) | 142 (17 de 74)                              |
| Sequência de eclipses lunares |                                             |
| Anterior | 16 de setembro de 1997                      |
| Próximo | 8 de agosto de 1998                         |
| Duração (hr:mn:sc) |                                             |
| Penumbral | 4:06:21                                     |
| Fases e Horários do Eclipse (UTC) |                                             |
| P1 | 2:16:52                                     |
| Máximo | 4:20:05                                     |
| P4 | 6:23:13                                     |

O eclipse lunar de 13 de março de 1998 foi um eclipse penumbral, o primeiro de três eclipses penumbrais do ano. Teve magnitude penumbral de 0,7086 e umbral de -0,3824. Teve duração total de cerca de 246 minutos.
A Lua passou pela região norte da zona penumbral da Terra, em nodo descendente, dentro da constelação de Virgem, próximo da fronteira com a constelação de Leão.
A faixa penumbral da Terra conseguiu cobrir boa parte do disco lunar, em cerca de 70% da superfície, fazendo com que a Lua perdesse um pouco do seu brilho normal, além de deixar levemente mais escuro sua extremidade sul, que estava mais próxima da região da umbra. Enquanto isso, a região norte da superfície estava fora da área eclipsada.

## Série Saros
Eclipse pertencente ao ciclo lunar Saros de série 142, sendo este de número 17, com total de 74 eclipses da série. O último eclipse foi o eclipse penumbral de 1 de março de 1980, e o próximo será com o eclipse penumbral de 23 de março de 2016.

## Visibilidade
Foi visível nas Américas, no Atlântico, África, Europa, e centro-leste do Pacífico.
| Região do planeta onde o eclipse foi visível durante o máximo da totalidade - 4:20 UTC. A região do sul da Colômbia, na América do Sul, obteve a melhor observação do meio do eclipse, de onde foi visível à meia-noite. |
| Mapa de visibilidade do eclipse |